# Griffin Dunne
Thomas Griffin Dunne (Nova Iorque, 8 de junho de 1955) é um ator e diretor estadunidense. Ficou mundialmente conhecido no Papel do viajante Jack Goodman no filme Um lobisomem americano em Londres.

## Carreira
Griffin Dunne participou nos seguintes filmes como actor:
- Um Lobisomem Americano em Londres (An American Werewolf in London) (1981)
- Johnny - O Gângster (1984)
- Depois de Horas (After Hours) (1985)
- Quem é essa garota (Who's That Girl) (1987) com Madonna
- O Meu Primeiro Beijo (My Girl) (1991) como Jake Bixler
- Aviso: Interdito a Menores (Warning: Parental Advisory) (2002)
- Os Trapaceiros (Cheaters) (2002)
- Agarrado a Ti (Stuck on You) (2003)
- Um Casal Surreal (Maria & Bruce) (2004)
- Sorte e Destino (Game 6) (2005)
- Anjos de Neve (Snow Angels) (2007)

Como realizador, Griffin Dunne participou nos seguintes filmes:
- Viciados no Amor (Addicted to Love) (1997)
- Magia e Sedução (Practical Magic) (1998)
- Gente Estranha (Fierce People) (2005)
- Marido por Acidente (The Accidental Husband) (2008)